# ريتشفيلد (مقاطعة وود)
ريتشفيلد، مقاطعة وود (بالإنجليزية: Richfield, Wood County, Wisconsin)‏ هي بلدة تقع بولاية ويسكونسن في الولايات المتحدة. تبلغ مساحتها 90.2 (كم²)، وترتفع عن سطح البحر 353 م، بلغ عدد سكانها 1523 نسمة في عام 2000 حسب إحصاء مكتب تعداد الولايات المتحدة وتصل الكثافة السكانية فيها 16.9 نسمة/كم2.

## وصلات خارجية
- http://www.townshipofrichfield.com
- The US50 - Cities and Towns in Wisconsin State
- Wisconsin Cities and Towns, Facts, Map, Flag, Colleges, Government, and More